# سد ثقلي عقدي

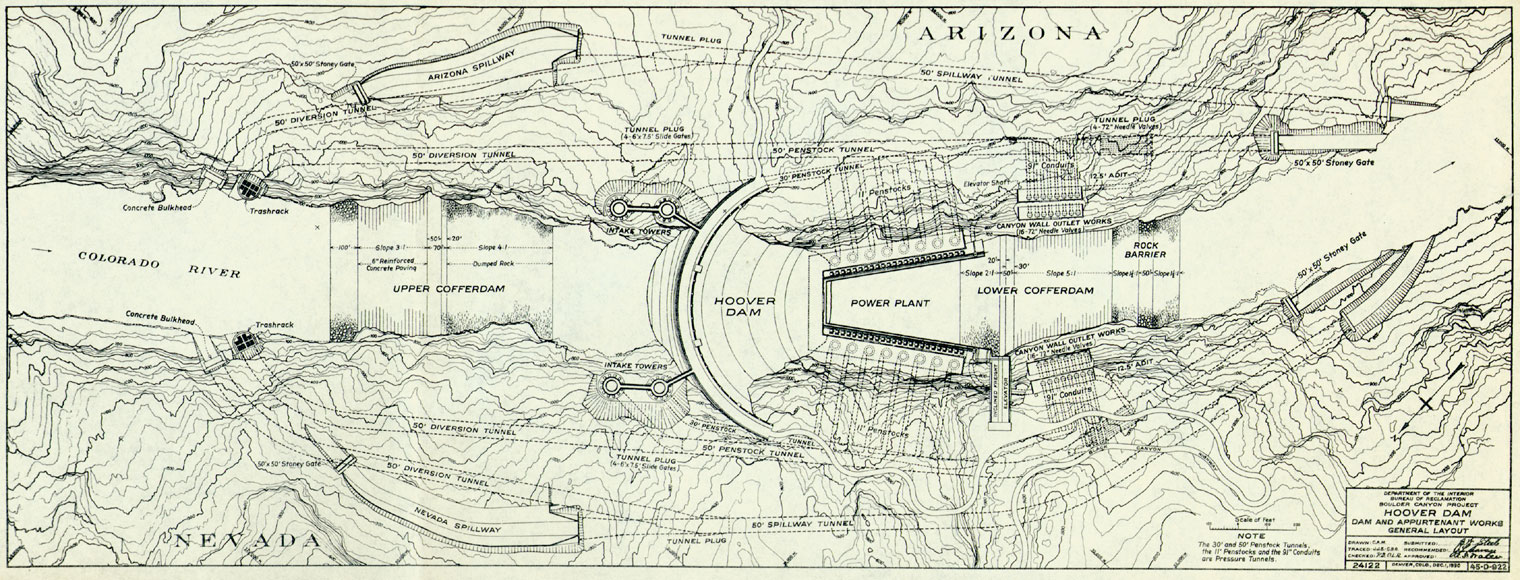
المخططات المعمارية لسد هوفر

السد الثقلي العقدي أو السد الثقلي المقوس (بالإنجليزية: Arch-gravity dam)‏ هو سد له خصائص السد العقدي (المقوس) والسد الثقلي، هو سد يكون مسقطه في كامل طوله منحنيا باتجاه المنع ، ويتكفل التأثير العقدي بجزء من الحمل المرتكز على السد، ويجمع بين نقاط القوة في شكلين من السدود الشائعين ويعتبر حلاً وسطًا بينهما. يصنع السد من الخرسانة التقليدية أو الخرسانة المضغوطة الأسطوانية (RCC) أو مبني بالحجارة. ويعتبر سد هوفر من أفضل الأمثلة للسد الخرساني التقليدي. 

## نظرة عامة

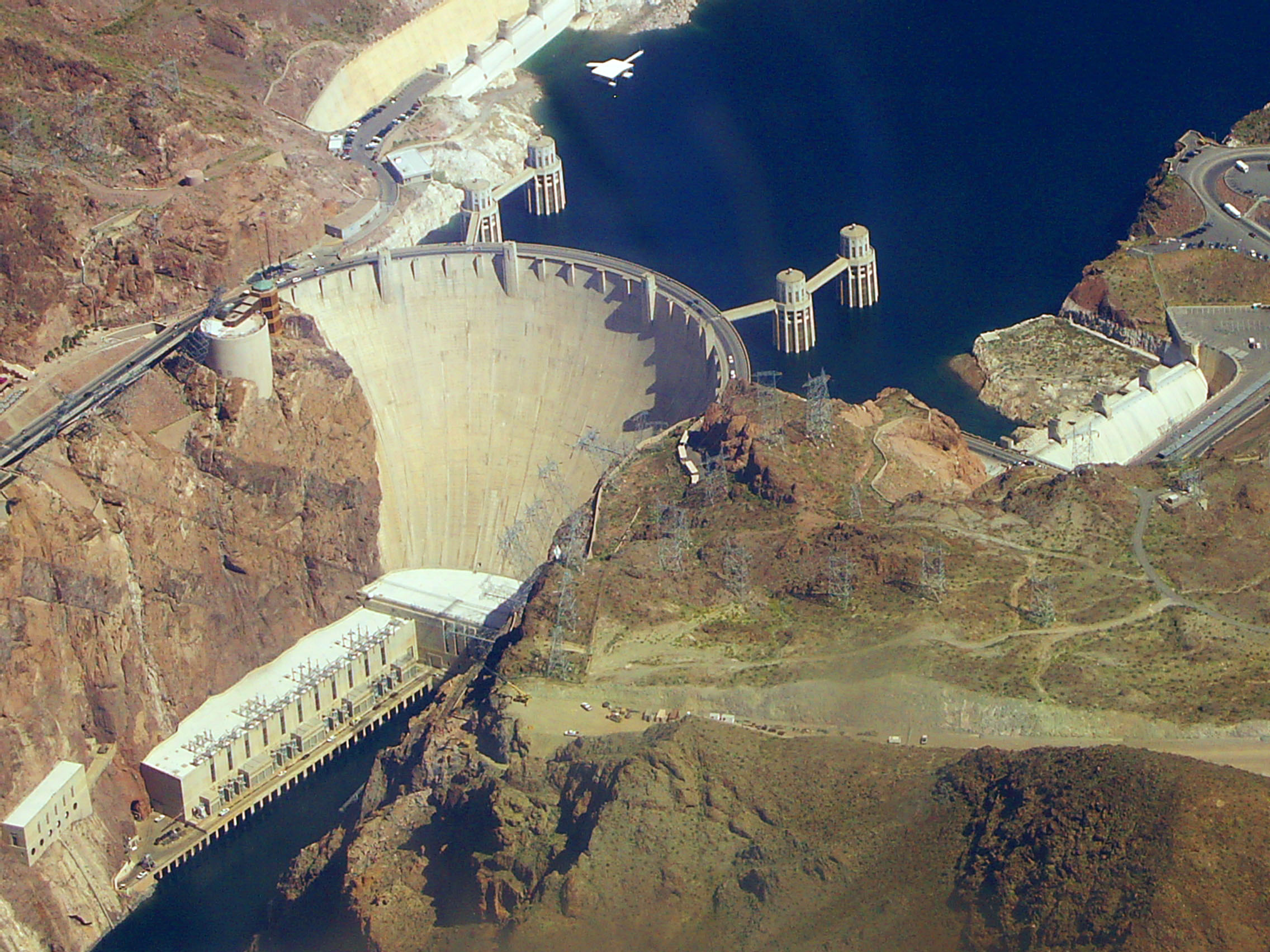
سد هوفر من الجو

السدود الثقالية القوسية هي سدود خرسانية ضخمة تقاوم دفع الماء بوزنها باستخدام قوة الجاذبية وعمل القوس. 
يشتمل السد ذو الجاذبية القوسية على التصميم المنحني للقوس الذي يعتبر فعالًا للغاية في دعم المياه في المواقع الصخرية الضيقة حيث تكون جوانب المضيق من الصخور الصلبة ويدفع المياه إلى قناة ضيقة، ويحجز التصميم المنحني للسد الماء في الخزان بشكل فعال باستخدام كمية أقل من مواد البناء. 